# Spjald Idrætsforening
Spjald Idrætsforening er en dansk idrætsforening, hjemhørende i Spjald. Foreningen blev grundlagt i 1938, men blev først i 1939 tilmeldt Jydsk Boldspil Union.

## Fodbold
Klubbens bedste fodboldhold på herresiden spillede i 2017-18 i Jyllandsserien.